# 锯齿小菜籽螺
锯齿小菜籽螺（学名：Elachisina ziczac），是中腹足目小菜籽螺科小菜籽螺属的一种。主要分布于韩国、台湾，常栖息在红树林沼泽区长有丝藻的砾石下。